# Palaeogeography, Palaeoclimatology, Palaeoecology
Palaeogeography, Palaeoclimatology, Palaeoecology (auch bekannt unter der Kurzbezeichnung Palaeo3) mit dem Nebentitel An international journal for the geo-sciences ist eine zweimal pro Monat erscheinende begutachtete wissenschaftliche Fachzeitschrift, die seit 1965 existiert. Herausgegeben wird sie von Elsevier.
Die Zeitschrift publiziert Originäre Forschungsarbeiten und Reviews zur historischen Umweltgeologie und der Paläoklimatologie, wobei besonderes Augenmerk auf multidisziplinären Ansätzen liegt. Ziel ist es hierbei, die jeweiligen Grenzen der geologischen Einzeldisziplinen zu überschreiten und auf diese Weise ein Forum für interdisziplinäre Forschungsergebnisse mit allgemeiner Bedeutung darzustellen.
Der Impact Factor lag im Jahr 2016 bei 2,578, der fünfjährige Impact Factor bei 2,949. Damit lag die Zeitschrift beim zweijährigen Impact Factor auf Rang 18 von 49 wissenschaftlichen Zeitschriften in der Kategorie „Physische Geographie“, auf Rang 53 von 188 Zeitschriften in der Kategorie „multidisziplinäre Geowissenschaften“ und auf Rang 5 von 53 Zeitschriften in der Kategorie „Paläontologie“.